# 1958年甘南武装冲突
1958年甘南武装冲突，或称甘南平叛，是1958年春发生在甘肃省甘南藏族自治州部分地区的大规模武装冲突，中华人民共和国政府称为反革命武装叛乱，甘肃省军区抽调一万多兵力平叛，经过札尕那、那木去乎、买务、卡寨沟、结买龙卡、南木池、可生托落滩等战斗，至1959年春才基本平息:128。

## 甘南州
甘南藏族自治州简称甘南州，地处甘肃、青海、四川三省交界，属于藏区传统分区的安多地区。1949年12月10日，甘南全境成为解放区:85。1953年10月，成立甘南藏族自治区。1955年7月1日，改为甘南藏族自治州，下辖临潭县、卓尼县、舟曲县、迭部县、玛曲县、碌曲县、夏河县。人口及民族组成:1044：
| 时间                     | 总人口 | 藏族   | 藏族   | 汉族   | 汉族   | 回族  | 回族  | 其它民族 | 其它民族 |
| ------------------------ | ------ | ------ | ------ | ------ | ------ | ----- | ----- | -------- | -------- |
| 1953年第一次全国人口普查 | 31.5万 | 17.2万 | 54.73% | 11.7万 | 37.29% | 2.4万 | 7.74% | 747      | 0.24%    |
| 1964年第二次全国人口普查 | 32.3万 | 14.6万 | 45.27% | 15.3万 | 47.34% | 2.3万 | 7.05% | 1092     | 0.34%    |

### 治安情况
1953年5月，以原马家军成员马良为首的西南反共救国军第103路被剿灭，马良被俘。至1956年初，甘南州内土匪和国民党残余势力被肃清:326。
1956年春，甘南藏区农业县的部分地区开展了互助合作运动，试图在牧区进行合作化时，遭牧区群众抵制，1956年3月，西仓部落聚众4000人向政府示威。6月8日，达参部落突然围攻解放军驻守点的1个骑兵排，打死16名解放军。6月初，西仓和拉仁关部落帐圈集中搬迁到晒银滩进行宗教活动。6月9日，解放军某部运粮汽车队前往四川省若尔盖，途径晒银滩时，遭到700多名武装分子的伏击，击毁军车25辆，随之与押车的解放军战士发生武装冲突，打死打伤解放军战士10余人，后兰州军区调集部队，进驻碌曲桥头和尕海滩一带警戒。14日，西仓和拉仁关部落在晒银滩与解放军发生武装冲突，解放军打死武装持枪者106名，俘虏10名，缴获步枪33支，子弹352发，战马9匹。23日，解放军向达参和西仓部落提出解散集兵的要求，但两部落头人不予理采。24日，双方在达参的巴河沟再次交战，经2个小时战斗，解放军共击毙武装抗拒分子137人，伤72人，俘虏230人:328。

## 引发经过
1957年底，甘南州在牧区和半农半牧区开始了互助合作化，1958年1月29日，碌曲县县工作组的5名干部被杀害:329。
2月19日，应欧拉部落（今有玛曲县欧拉乡）“郭哇”（藏语音译，即头人）老者邀请，欧拉工作组组长李发荣带领组员刘成功、芦伟一行三人到夏河拉卜楞寺拜年吃饭，在寺院内刘成功遭刺伤，李发荣见状不好，挟持欧拉年图寺管家，逼其护送，从欧拉渡口撤过黄河。20日，欧拉大规模集兵，声言要将人民委员会赶出草原。中共玛曲县委、县人民委员会多方交涉，要求“集兵要散，凶手要交，要保障工作组安全开展工作，社会主义要走，外来的反革命要交”，郭哇老者拒不接受。甘南州人民委员会州长黄正清写给郭哇老者劝说信，被原封不动地退回:676。
事后甘南州部分县将所有土官头人集中起来学习，引起了一些群众的误解，导致叛乱爆发蔓延:329。至1958年3月中旬，碌曲、玛曲两县各部落，夏河县的三、四、五、六区和桑科、科才、甘加3个乡，卓尼县的上下迭、录竹、北山四个区，舟曲县的洛大，临潭县的团结区相继发生了较大规模的武装冲突:329。3月18日晚，卓尼县副县长杨景华到车巴沟尼巴村宣传政策，做群众的思想工作，被当地武装人员包围杀害，随行干部一同被杀:1903 :329。

## 解放军参战
中共甘肃省委、省军区奉中央军委命令，从1958年3月18日起，先后抽调步兵11师、骑1师、内卫2团、骑1、3团、成都145团、工程兵102机械营、道路营、内卫1团3营和10团1营，共计13500人，并由省军区成立前线指挥部:329。各县政府也组织民兵配合部队。
4月2日，骑兵1、3团（欠1个连）又1个步兵连，准备进攻阿木去乎（今有碌曲县阿木去乎镇）叛军，劝降无果后发起进攻，歼敌1500余人。随即进攻买务地区叛军，附近札油、卜拉、卡家等叛军散逃回各自部落。解放军释放经过教育的俘虏劝降，卡拉加木关头人尕日藏被释放后，先后劝说180余人投降。军事打击后的5天内，有44个村子的叛众全部归降:128。
时任碌曲县副县长的花木吉尔和拉麻吉是碌曲县武装叛乱的主要组织领导者。4月下旬双岔部落（今有碌曲县双岔镇）准备暴动，被解放军在毛日先发制人，对组织者进行了控制，其部下组织500多人实施救援未果。4月27日，拉麻吉传令西仓12部落集兵切断了西仓驻军与县城的联系，同日晚，拉麻吉、花木吉尔等召集60多名部落头人率领1900多人攻打碌曲县城，5月1日攻入县城，5月4日，在守城部队反击下弃城撤离。后与阿木去乎部落叛军会合，聚兵2000余人，5月14日在晒银滩被解放军追歼部队包围，5月15日，经过6个小时激战，大部分群众放下武器，少数组织者及残兵溜出包围圈，5月下旬到达玛曲县黄河北岸的可生托落滩:330。而从5月3日开始，青海省河南蒙族自治县（与甘南州接壤）之达参、外斯、斯柔群哇、阿周、可求木等部落人员驮帐房杂物、驱赶牲畜向可生托落滩集结，准备渡过黄河与河南岸叛军汇合。至5月31日，可生托落滩共集结7481人，其中可作战人员1732人，各类枪1357支，战马2335匹:1032（李江琳认为这些牧民部落只是为了逃避合作化运动， 且迄今没有任何资料显示，这些牧民对工作队或者县政府发动了攻击。“可作战人员”是部落中青壮年男性数，“战马”匹数多于可作战人员，所以是部落携带的全部马匹数）。
欧拉一部则于5月下旬进至黄河渡口南岸阿米欧拉山（位于玛曲县城以南）下，卓格尼玛部落在外香寺（位于玛曲县城以北）集兵，包围玛曲县城。5月29日，省军区令骑兵一师五个骑兵团远距离向该区域奔袭。5月30日欧拉一部进至玛曲县冷库一带，遭侦察情况的飞机轰炸后稍缓其势。5月31日，解放军进军玛曲:677。
6月1日拂晓解放军将可生托落滩叛军包围并发起攻击，早晨欧拉部落400余人乘大雾天气向北渡过黄河支援叛军，至18时结束战斗，解放军获胜，缴获各种枪支1404支，枪弹10976发，刀、矛865把:1032。北岸叛军余下600多人南渡黄河进入黄河弯曲部（玛曲县黄河第一弯），与以旦巴牙高为首的玛曲县欧拉、乔科、齐哈玛等部落人员汇合。
至6月6日，黄河弯曲部集结叛军达到7000余人。在平叛部队围攻之下，叛军主力西撤至青海省，至1960年底在青海省内被解放军歼灭:128。7月4日，喇嘛若哇重新集合碌曲县拉仁关、双岔和夏河加门关乡一带的残余人员发动了第二次武装暴动。8月15日开始，解放军连续旦巴牙高所部，迫使大首领一旦乔木老等712名叛乱人员缴械投降，旦巴牙高自杀:330。1958年冬，平叛部队回撤休整。
1959年春，以大苏奴、桑周为首的400余人凭借光盖山有利地形继续抵抗。平叛部队作战2个多月，战斗17次，歼敌175名。叛军由于生活资料来源断绝，后来只能以煮皮袄、牛皮充饥。部队发动群众去招降，20天内有550余人次上山，召回90余人。最终陷入绝境的叛军200余人全部投降，包括为首的大、小苏奴和桑周:130。

## 后续工作
反封建斗争（也称宗教制度的民主改革）
1958年6月下旬，甘肃省委组织工作团进入拉卜楞寺院，甘南州宗教制度的反封建斗争由此开始。中共甘南州委、州政府组织工作组分赴各寺院开展诉苦斗争，检举揭发坏人坏事，废除了藏传佛教寺院和伊斯兰教清真寺的宗教特权，废除了管家制度、等级制度和隶属关系等一系列制度，寺院实行中共制定的民主管理制度。
但是在改革过程中出现了“左”的扩大化错误，破坏了正当的宗教仪规、宗教活动、风俗习惯，侵犯了个人宗教信仰自由，错斗、错捕了不少人，错误没收了不少财产:1735。全州除保留了拉卜楞寺、禅定寺、郎木寺、博拉寺、西仓寺等6处寺院，留寺喇嘛249人外，其余全部关闭:1735，1958年拉卜楞寺颇章玛绕佛殿里的那尊最大的佛像（高24米）被砸碎炼了钢铁。
1958年8月，甘南州设立各乡基层组织。
1958年全州检察机关对平叛、反封建斗争中捕俘的叛匪案件进行清结、处理，除判刑、管制、劳教者外，教育释放12 104名:1322。
收缴枪支
1958年，甘南州共收缴各种枪支17,499支，其中轻机枪18挺，步枪10,412支，自动步枪51支，手枪249支，土枪、火炮6,769支:1284。

## 事发原因
中共官方一般认为冲突是在美帝国主义间谍分子、西藏上层反动集团伙、国民党匪特等唆使和支持下，由藏族贵族、反动宗教分子、反动地主和部落头人掀起的，反对共产党、反对人民政府、反对社会主义的大规模武装叛乱:329:1380，部分记载和报道中认为合作化运动等政策引发了牧民的反对。
在中国大陆很多介绍“回乱”的网文中，都有这样一段话：“1958年，甘南再度发生大规模武装叛乱，这次规模更大，参加叛乱的回族暴徒人数一度高达数万人。步兵第11师除炮兵305团外，全部进入甘南平叛……”而根据1953年全国人口普查数据，整个甘南回族人口只有2.4万人，至1964年也仅有2.3万人。
而在整个甘肃、青海境内，有面积达42万平方公里的区域都发生了武装冲突，先后参加叛乱的人员达到13万余人。

## 备注
1. ↑  又称“可生托洛滩”[1]:1031、“柯生托罗滩”[2]:677、“克森陀洛滩”[3]
2. ↑  1958年8月以卓格尼玛六部为基础设立玛曲县尼玛乡[2]:853
3. ↑  《碌曲县志》记载激战9小时[6]:330
4. ↑  后以欧拉部落为基础设立了今玛曲县欧拉乡和欧拉秀玛乡、青海省甘德县下藏科乡
5. ↑  由曼日玛、阿万仓、齐哈玛、下乃日玛、上乃日玛、采日玛六个部落组成，今设玛曲县曼日玛镇、阿万仓乡、齐哈玛乡，采日玛乡（下乃日玛、上乃日玛、采日玛部落以及从四川阿坝迁居的麦科部落）
6. ↑  1958年8月，玛曲县以齐哈玛部落为基础，建立齐哈玛乡
7. ↑  1986年更名加茂贡乡，2005年12月并入勒秀乡，2017年12月改为勒秀镇